# Сен-Парду-Корбье
Сен-Парду́-Корбье́ (фр. Saint-Pardoux-Corbier, окс. Sent Pardos Corbier) — коммуна во Франции, находится в регионе Лимузен. Департамент — Коррез. Входит в состав кантона Люберсак. Округ коммуны — Брив-ла-Гайярд.
Код INSEE коммуны — 19230.
Коммуна расположена приблизительно в 390 км к югу от Парижа, в 50 км южнее Лиможа, в 31 км к северо-западу от Тюля.

## Население
Население коммуны на 2008 год составляло 354 человека.
| 1962 | 1968 | 1975 | 1982 | 1990 | 1999 | 2008 |
| ---- | ---- | ---- | ---- | ---- | ---- | ---- |
| 474  | 526  | 471  | 430  | 374  | 323  | 354  |

## Экономика

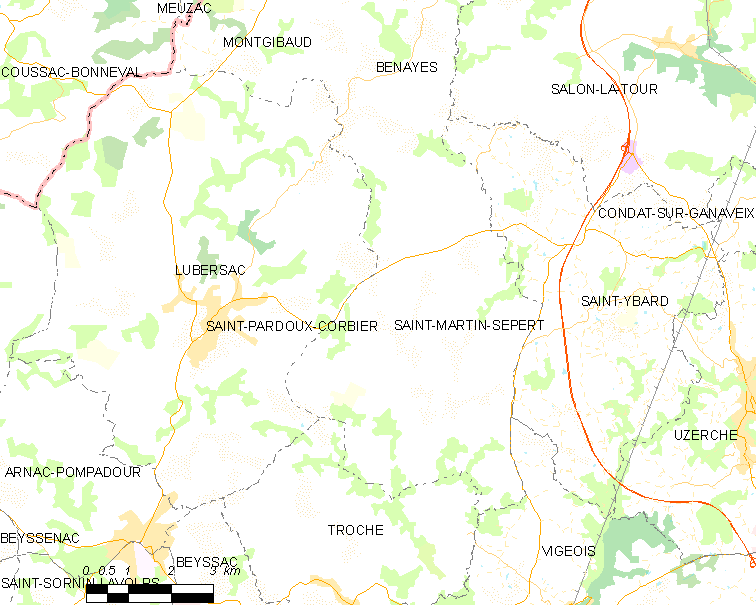
Карта коммуны

В 2007 году среди 196 человек в трудоспособном возрасте (15-64 лет) 156 были экономически активными, 40 — неактивными (показатель активности — 79,6 %, в 1999 году было 76,4 %). Из 156 активных работали 145 человек (89 мужчин и 56 женщин), безработных было 11 (5 мужчин и 6 женщин). Среди 40 неактивных 10 человек были учениками или студентами, 17 — пенсионерами, 13 были неактивными по другим причинам.